# (388) Харибда
(388) Харибда (388 Charybdis по каталогу ЦМП) — довольно крупный астероид главного пояса.

## Открытие и название
Харибда была открыта 7 марта 1894 года французским астрономом Огюстом Шарлуа в обсерватории Ниццы. При регистрации открытия астероиду было присвоено обозначение 1894 BA.
Астероид был назван в честь Харибды (др.-греч. Χάρυβδις) — морского чудовища из древнегреческой мифологии. Название утверждено в 1901 году.

## Орбитальные характеристики
Харибда обращается во внешней части Главного пояса астероидов на среднем расстоянии в 3,009 а. е. (450,2 млн км) от Солнца. Её орбита — почти круговая с эксцентриситетом 0,06276 и наклонением 6,44°. Таким образом, максимальное расстояние от Харибды до Солнца составляет 3,198 а. е. (478,4 млн км), минимальное — 2,820 а. е. (421,9 млн км).
Период обращения Харибды вокруг Солнца составляет 5,22 года (1907 суток). Последний раз она прошла перигелий 25 марта 2011 года.
Абсолютная звёздная величина Харибды составляет 8,57m. Её видимый блеск в течение синодического периода меняется в пределах 12,1-14,8m.

## Физические характеристики
Согласно данным, полученным в 1983 году с помощью космической обсерватории IRAS средний диаметр Харибды равен 114,17±6,8 км, а альбедо — 0,0506±0,007. Исследование астероида в 2010 году посредством космического телескопа WISE, дало значение для её диаметра 124,202±2,315 км, а для альбедо — 0,0427±0,0070.
По классификации Толина и SMASS Харибда принадлежит к спектральному классу C.
Период вращения Харибды вокруг собственной оси был измерен в 1978 году и составляет 9,516±0,001 ч (9 ч 30 мин).